# Éther de pétrole

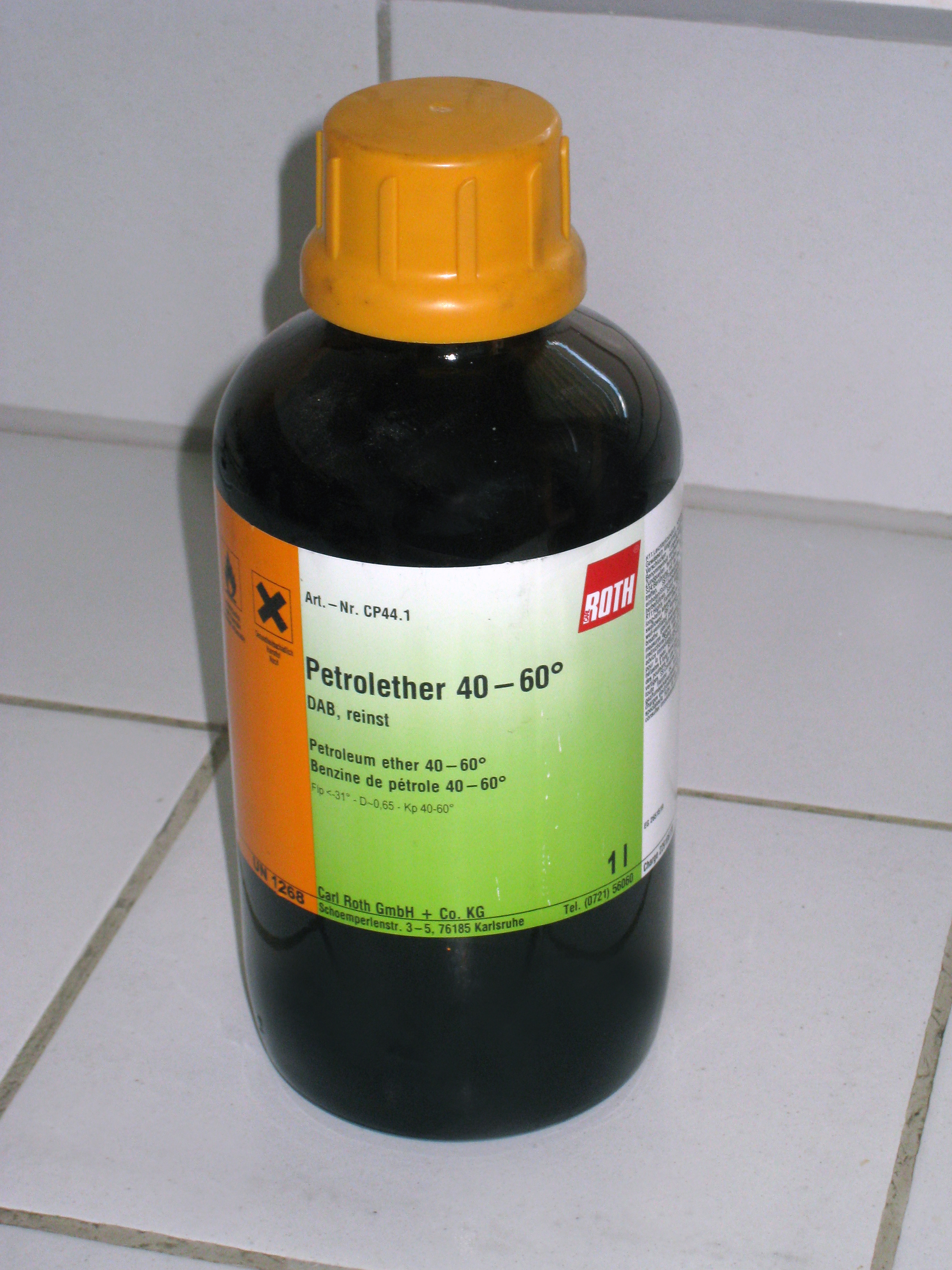
Éther de pétrole.

L’éther de pétrole (appelé aussi gazoline, benzine ou ligroïne) est un mélange d'alcanes plus ou moins complexe. L'appellation vient du fait qu'il s'agit de la fraction de distillation du pétrole ayant le même point d'ébullition (35 °C) que l'éther éthylique. Par extension, il s'agit de toutes les coupes de bas point d'ébullition ; elles sont encore appelées « essences ». L'éther de pétrole le plus usité est la fraction 40 à 65 °C, appelée essence G.
L'éther de pétrole est un solvant apolaire et aprotique, inflammable. C'est un produit dangereux pour l'environnement ; il possède quatre pictogrammes de danger du système général harmonisé de classification et d'étiquetage des produits chimiques (SGH | GHS) :
- GHS02 : Inflammable;
- GHS07 : Toxique, irritant, sensibilisant, narcotique;
- GHS08 : Danger pour homme;
- GHS09 : Danger pour l'environnement.

avec les mentions de danger :
- H225 Liquide et vapeurs très inflammables;
- H304 Peut être mortel en cas d'ingestion et de pénétration dans les voies respiratoires;
- H315 Provoque une irritation cutanée;
- H336 Peut provoquer somnolence ou vertiges;
- H411 Toxique pour les organismes aquatiques, entraîne des effets néfastes à long terme.